# Bonanza
Bonanza è una serie televisiva statunitense di genere western trasmessa per 14 stagioni dalla NBC, dal 1959 al 1973 per un totale di 431 episodi.
Dopo Gunsmoke, si tratta della serie televisiva di genere western più longeva di tutti i tempi, ed è stata la prima a colori: in onda per la prima volta in Italia nell'ottobre 1962 sul Canale Nazionale, tuttora continua ad essere trasmessa sporadicamente su varie TV locali.
Le riprese della serie sono state girate tra la California, l'Arizona e il Nevada.

## Trama
La serie narra le vicende della famiglia Cartwright, proprietaria del ranch di Ponderosa, formata dal padre Ben, e dai figli Hoss (nella versione italiana "Orso"), Joe e Adam.

## Episodi
| Stagione                 | Episodi | Prima TV originale | Prima TV Italia |
| ------------------------ | ------- | ------------------ | --------------- |
| Prima stagione           | 32      | 1959-1960          | 1962            |
| Seconda stagione         | 34      | 1960-1961          | 1963            |
| Terza stagione           | 34      | 1961-1962          | 1964            |
| Quarta stagione          | 34      | 1962-1963          | 1964-1965       |
| Quinta stagione          | 34      | 1963-1964          | 1965-1966       |
| Sesta stagione           | 34      | 1964-1965          | 1967            |
| Settima stagione         | 33      | 1965-1966          | 1968            |
| Ottava stagione          | 34      | 1966-1967          | 1969            |
| Nona stagione            | 34      | 1967-1968          | 1974            |
| Decima stagione          | 30      | 1968-1969          | 1974            |
| Undicesima stagione      | 28      | 1969-1970          | 1974            |
| Dodicesima stagione      | 28      | 1970-1971          | 1975            |
| Tredicesima stagione     | 26      | 1971-1972          | 1975            |
| Quattordicesima stagione | 16      | 1972-1973          | 1976            |

## Guest star
Durante le 14 stagioni dello show si sono alternate moltissime star: Guy Williams, Jack Albertson, Majel Barrett, Neville Brand, Charles Bronson, David Cassidy, James Coburn, Linda Cristal, James Doohan, Zsa Zsa Gábor, Louis Gossett Jr., Bo Hopkins, DeForest Kelley, Martin Landau, Ida Lupino, Lee Marvin, Vera Miles, Cameron Mitchell, Leslie Nielsen, Leonard Nimoy, Lloyd Nolan, Slim Pickens, Telly Savalas, Barbara Stanwyck, Yvonne De Carlo e Lee Van Cleef.

## Regie
I registi più prolifici della serie sono stati William F. Claxton (57 episodi, tra il 1962 e il 1973), Lewis Allen (42 episodi), Leon Benson (35), Don McDougall (31),
William Witney (27), Christian Nyby (26). Alla produzione contribuirono anche registi prestigiosi, quali Robert Altman (8 episodi) e Jacques Tourneur.

## Critica
Aldo Grasso descrive la serie come un "mondo in cui il mito della mascolinità si fonde con quello della natura e della proprietà", in cui "i protagonisti non sono più dei pionieri, ma solo uomini che difendono il loro patrimonio, non più eroi solitari, ma già solido clan familiare".

## Fumetti
Ispirata alla serie televisiva e ai suoi personaggi, il Corriere dei Piccoli pubblicò negli anni Sessanta la serie a fumetti Bonanza!, disegnata da Mario Uggeri.